# ماري يونغ
ماري يونغ (بالإنجليزية: Mary Young)‏ هي ممثلة أمريكية، ولدت في 21 يونيو 1879 في نيويورك في الولايات المتحدة، وتوفيت في 23 يونيو 1971 في لاهويا في الولايات المتحدة.

## أعمال

### أفلام
- حول العالم في 80 يوما[4][5][6]

## وصلات خارجية
- ماري يونغ على موقع IMDb (الإنجليزية)
- ماري يونغ على موقع قاعدة بيانات برودواي على الإنترنت (الإنجليزية)
- ماري يونغ على موقع قاعدة بيانات الفيلم (الإنجليزية)